# Uollega
Uollega is een geslacht van vlinders van de familie Uilen (Noctuidae), uit de onderfamilie Noctuinae.

## Soorten
- U. ennatae Laporte, 1984
- U. magdalenae Laporte, 1976
- U. roseoflammata Pinhey, 1956
- U. ungemachi Berio, 1945